# Basketbal op de Olympische Zomerspelen 1988

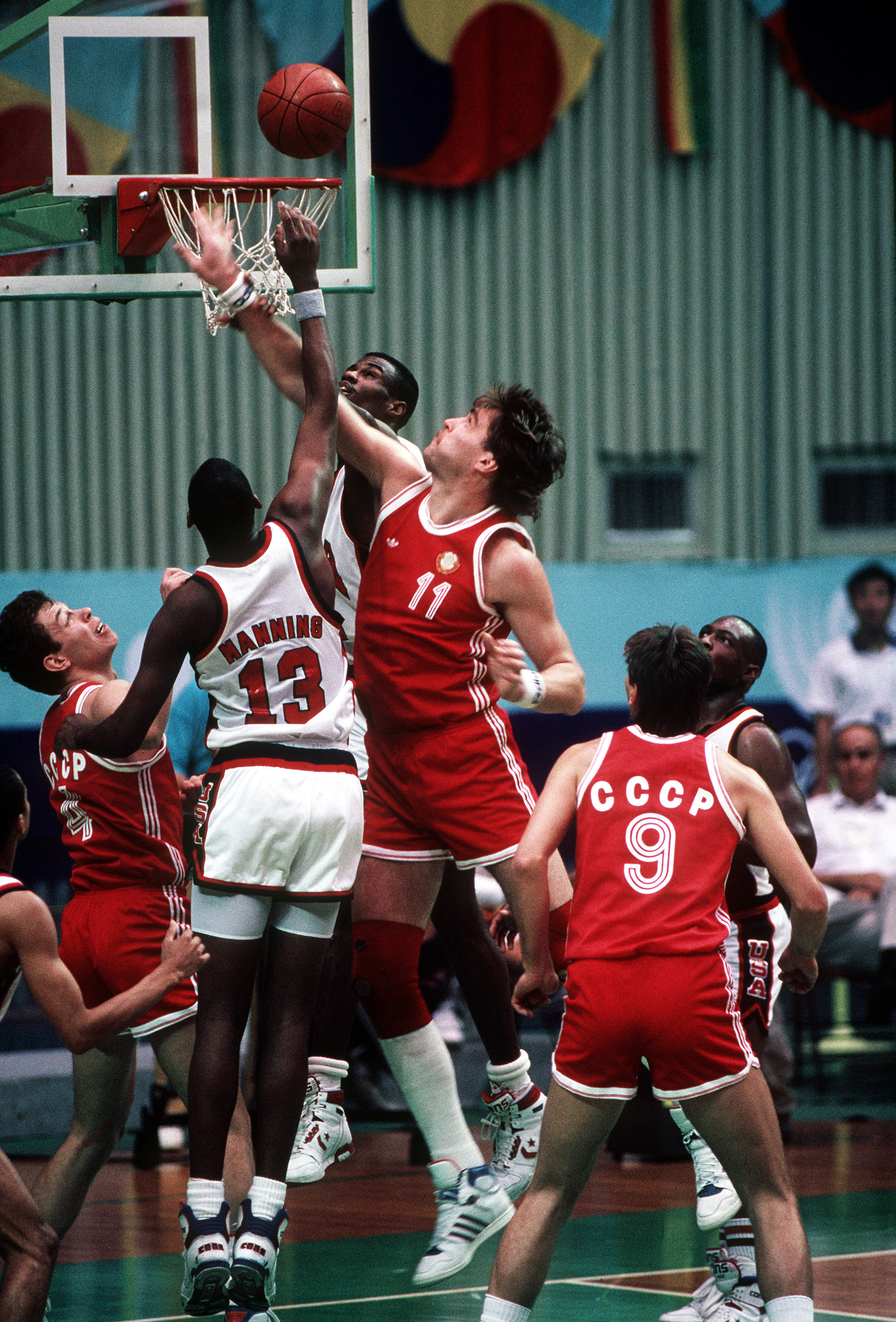
Sovjet Unie tegen Verenigde Staten tijdens de Zomerspelen van 1988

Basketbal is een van de sporten die beoefend werden tijdens de Olympische Zomerspelen 1988 in Seoel.

## Mannen

### Voorronde

#### Groep A
| Datum        | Land                          | Score    | Land                          |
| ------------ | ----------------------------- | -------- | ----------------------------- |
| 18 september | Australië                     | 81 - 77  | Puerto Rico                   |
| 18 september | Centraal-Afrikaanse Republiek | 73 - 70  | Zuid-Korea                    |
| 18 september | Sovjet-Unie                   | 79 - 92  | Joegoslavië                   |
| 20 september | Zuid-Korea                    | 74 - 79  | Puerto Rico                   |
| 20 september | Centraal-Afrikaanse Republiek | 61 - 102 | Joegoslavië                   |
| 20 september | Australië                     | 69 - 91  | Sovjet-Unie                   |
| 21 september | Zuid-Korea                    | 92 - 104 | Joegoslavië                   |
| 21 september | Puerto Rico                   | 81 - 93  | Sovjet-Unie                   |
| 21 september | Australië                     | 106 - 67 | Centraal-Afrikaanse Republiek |
| 23 september | Centraal-Afrikaanse Republiek | 67 - 71  | Puerto Rico                   |
| 23 september | Zuid-Korea                    | 73 - 110 | Sovjet-Unie                   |
| 23 september | Australië                     | 78 - 98  | Joegoslavië                   |
| 24 september | Australië                     | 95 - 75  | Zuid-Korea                    |
| 24 september | Centraal-Afrikaanse Republiek | 78 - 87  | Sovjet-Unie                   |
| 24 september | Puerto Rico                   | 74 - 72  | Joegoslavië                   |

| Groep A |                               |             |             |             |            |            |            |        |
| #       | Land                          | Wedstrijden | Wedstrijden | Wedstrijden | Doelpunten | Doelpunten | Doelpunten | Punten |
| #       | Land                          | G           | W           | V           | V          | T          | Saldo      | Punten |
| 1       | Joegoslavië                   | 5           | 4           | 1           | 468        | 384        | 84         | 9      |
| 2       | Sovjet-Unie                   | 5           | 4           | 1           | 460        | 393        | 67         | 9      |
| 3       | Australië                     | 5           | 3           | 2           | 429        | 408        | 21         | 8      |
| 4       | Puerto Rico                   | 5           | 3           | 2           | 382        | 387        | -5         | 8      |
| 5       | Centraal-Afrikaanse Republiek | 5           | 1           | 4           | 346        | 436        | -90        | 6      |
| 6       | Zuid-Korea                    | 5           | 0           | 5           | 384        | 461        | -77        | 5      |

#### Groep B
| Datum        | Land     | Score     | Land             |
| ------------ | -------- | --------- | ---------------- |
| 17 september | China    | 98 - 84   | Egypte           |
| 17 september | Brazilië | 125 - 109 | Canada           |
| 18 september | Spanje   | 53 - 97   | Verenigde Staten |
| 20 september | Brazilië | 130 - 108 | China            |
| 20 september | Canada   | 70 - 76   | Verenigde Staten |
| 20 september | Egypte   | 70 - 113  | Spanje           |
| 21 september | Brazilië | 87 - 102  | Verenigde Staten |
| 21 september | Canada   | 117 - 64  | Egypte           |
| 21 september | China    | 74 - 106  | Spanje           |
| 23 september | Canada   | 84 - 94   | Spanje           |
| 23 september | Brazilië | 138 - 85  | Egypte           |
| 23 september | China    | 57 - 108  | Verenigde Staten |
| 24 september | Canada   | 99 - 96   | China            |
| 24 september | Egypte   | 35 - 102  | Verenigde Staten |
| 24 september | Brazilië | 110 - 118 | Spanje           |

| Groep B |                  |             |             |             |            |            |            |        |
| #       | Land             | Wedstrijden | Wedstrijden | Wedstrijden | Doelpunten | Doelpunten | Doelpunten | Punten |
| #       | Land             | G           | W           | V           | V          | T          | Saldo      | Punten |
| 1       | Verenigde Staten | 5           | 5           | 0           | 485        | 302        | 183        | 10     |
| 2       | Spanje           | 5           | 4           | 1           | 484        | 435        | 49         | 9      |
| 3       | Brazilië         | 5           | 3           | 2           | 590        | 522        | 68         | 8      |
| 4       | Canada           | 5           | 2           | 3           | 479        | 455        | 24         | 7      |
| 5       | China            | 5           | 1           | 4           | 433        | 527        | -94        | 6      |
| 6       | Egypte           | 5           | 0           | 5           | 338        | 568        | -230       | 5      |

### Kwartfinales
| Datum        | Land             | Score     | Land        |
| ------------ | ---------------- | --------- | ----------- |
| 26 september | Joegoslavië      | 95 - 73   | Canada      |
| 26 september | Verenigde Staten | 94 - 57   | Puerto Rico |
| 26 september | Sovjet-Unie      | 110 - 105 | Brazilië    |
| 26 september | Spanje           | 74 - 77   | Australië   |

### Plaatsingsronde

#### 9e t/m 12e plaats
| Datum        | Land                          | Score   | Land       |
| ------------ | ----------------------------- | ------- | ---------- |
| 26 september | Centraal-Afrikaanse Republiek | 63 - 57 | Egypte     |
| 26 september | China                         | 90 - 93 | Zuid-Korea |

#### 5e t/m 8e plaats
| Datum        | Land     | Score    | Land        |
| ------------ | -------- | -------- | ----------- |
| 28 september | Brazilië | 104 - 86 | Puerto Rico |
| 28 september | Canada   | 96 - 91  | Spanje      |

#### 11e en 12e plaats
| Datum        | Land  | Score   | Land   |
| ------------ | ----- | ------- | ------ |
| 29 september | China | 97 - 75 | Egypte |

#### 9e en 10e plaats
| Datum        | Land       | Score   | Land                          |
| ------------ | ---------- | ------- | ----------------------------- |
| 29 september | Zuid-Korea | 89 - 81 | Centraal-Afrikaanse Republiek |

#### 7e en 8e plaats
| Datum        | Land   | Score   | Land        |
| ------------ | ------ | ------- | ----------- |
| 29 september | Spanje | 92 - 93 | Puerto Rico |

#### 5e en 6e plaats
| Datum        | Land     | Score    | Land   |
| ------------ | -------- | -------- | ------ |
| 30 september | Brazilië | 106 - 90 | Canada |

### Halve Finales
| Datum        | Land        | Score   | Land             |
| ------------ | ----------- | ------- | ---------------- |
| 28 september | Sovjet-Unie | 82 - 76 | Verenigde Staten |
| 28 september | Australië   | 70 - 91 | Joegoslavië      |

### Bronzen Finale
| Datum        | Land      | Score   | Land             |
| ------------ | --------- | ------- | ---------------- |
| 29 september | Australië | 49 - 78 | Verenigde Staten |

### Finale
| Datum        | Land        | Score   | Land        |
| ------------ | ----------- | ------- | ----------- |
| 30 september | Sovjet-Unie | 76 - 63 | Joegoslavië |

### Eindrangschikking
| Goud | Zilver | Brons | 4 |
| Sovjet-Unie Oleksandr Volkov Tiit Sokk Sergej Tarakanov Šarūnas Marčiulionis Igors Miglinieks Valeri Tichonenko Rimas Kurtinaitis Arvydas Sabonis Viktor Pankrasjkin Valdemaras Chomičius Oleksandr Bilostinnyj Valerij Hoborov | Joegoslavië Dražen Petrović Zdravko Radulović Zoran Čutura Toni Kukoč Žarko Paspalj Željko Obradović Jure Zdovc Stojko Vranković Vlade Divac Franjo Arapović Dino Rađa Danko Cvjetičanin                                                                                             | Verenigde Staten Mitch Richmond Charles E. Smith Bimbo Coles Hersey Hawkins Jeff Grayer Charles D. Smith Willie Anderson Stacey Augmon Dan Majerle Danny Manning J. R. Reid David Robinson | Australië Ray Borner Mark Bradtke Wayne Carroll Brad Dalton Andrew Gaze Damian Keogh Luc Longley Darryl Pearce Larry Sengstock Robert Sibley Phil Smyth Andrew Vlahov                                                            |
| 5 | 6 | 7 | 8 |
| Brazilië Paulinho Luiz Felipe Azevedo Paulao Rolando Ferreira Guerrinha Cadum Israel Machado Marcel Ponikwar Maury Ponikwar Oscar Schmidt Pipoka Gerson Victalino                                                               | Canada Norman Clarke John Hatch Gerald Kazanowski Alan Kristmanson Barry Mungar Eli Pasquale Romel Raffin Karl Tilleman Jay Triano David Turcotte Dwight Walton Wayne Yearwood | Puerto Rico Angel Cruz Raymond Gause Vicente Ithier Edgar De León Francisco León Cruz Federico López Jerome Mincy Mario Morales José Ortiz Ramón Ramos Roberto Rícos Ramón Rivas           | Spanje Quique Andreu Fernando Arcega José Biriukov Andrés Jiménez José Luis Llorente Josep María Margall Antonio Martín Espina Ferrán Martínez José Antonio Montero Juan Antonio San Epifanio Ignacio Solozábal Jordi Villacampa |
| 9 | 10 | 11 | 12 |
| Zuid-Korea Choi Chul-kwon Han Ki-bum Hur Jae Kim Hyun-jun Kim Yoon-ho Kim You-taek Lee Choong-hee Lee Moon-kyu Lee Won-woo Oh Seh-woong Park Jong-chun Yoo Jae-hak                                                              | Centraal-Afrikaanse Republiek Sanda Bouba Oumarou Aubin-Thierry Goporo Joseph Dieudonné Ouagon Bruno-Nazaire Kongaouin Eugène Pehoua-Pelema Guy M'Bongo Frederique-Rufin Goporo Jean-Pierre Kotta Christian Gombe Anicet-Richard Lavodrama Richard-Felicite Bella François Naoueyama | China Gong Luming Huang Yunlong Li Yaguang Sha Gouli Song Ligang Sun Fengwu Wang Fei Wang Libin Xu Xiaoliang Zhang Bin Zhang Xuelei Zhang Yongjun                                          | Egypte Alaa el-Din Abdoun Amir Abou el-Kheir Alain-Pierre Attallah Ashraf Mohamed el-Kordy Emad el-Kin el-Sayed El-Sayed Mohamed Mohamed el-Shakeri Mohamed Ismail Hesham Khalil Hani Moussa Ashraf Mahmoud Ahmed Soliman        |

## Vrouwen

### Voorronde

#### Groep A
| Datum        | Land       | Score   | Land        |
| ------------ | ---------- | ------- | ----------- |
| 19 september | Bulgarije  | 62 - 91 | Sovjet-Unie |
| 19 september | Australië  | 55 - 91 | Zuid-Korea  |
| 22 september | Zuid-Korea | 66 - 69 | Sovjet-Unie |
| 22 september | Australië  | 63 - 57 | Bulgarije   |
| 25 september | Bulgarije  | 98 - 87 | Zuid-Korea  |
| 25 september | Australië  | 60 - 48 | Sovjet-Unie |

| Groep A |             |             |             |             |            |            |            |        |
| #       | Land        | Wedstrijden | Wedstrijden | Wedstrijden | Doelpunten | Doelpunten | Doelpunten | Punten |
| #       | Land        | G           | W           | V           | V          | T          | Saldo      | Punten |
| 1       | Australië   | 5           | 3           | 0           | 178        | 196        | -18        | 6      |
| 2       | Sovjet-Unie | 5           | 2           | 1           | 208        | 188        | 20         | 5      |
| 3       | Bulgarije   | 5           | 1           | 2           | 217        | 241        | -24        | 4      |
| 4       | Zuid-Korea  | 5           | 0           | 3           | 244        | 222        | 22         | 3      |

#### Groep B
| Datum        | Land              | Score    | Land              |
| ------------ | ----------------- | -------- | ----------------- |
| 19 september | Tsjecho-Slowakije | 81 - 87  | Verenigde Staten  |
| 19 september | China             | 53 - 56  | Joegoslavië       |
| 22 september | Verenigde Staten  | 101 - 74 | Joegoslavië       |
| 22 september | China             | 68 - 64  | Tsjecho-Slowakije |
| 25 september | Tsjecho-Slowakije | 57 - 69  | Joegoslavië       |
| 25 september | China             | 79 - 94  | Verenigde Staten  |

| Groep B |                   |             |             |             |            |            |            |        |
| #       | Land              | Wedstrijden | Wedstrijden | Wedstrijden | Doelpunten | Doelpunten | Doelpunten | Punten |
| #       | Land              | G           | W           | V           | V          | T          | Saldo      | Punten |
| 1       | Verenigde Staten  | 5           | 3           | 0           | 282        | 234        | 48         | 6      |
| 2       | Joegoslavië       | 5           | 2           | 1           | 199        | 211        | -12        | 5      |
| 3       | China             | 5           | 1           | 2           | 200        | 214        | -14        | 4      |
| 4       | Tsjecho-Slowakije | 5           | 0           | 3           | 202        | 224        | -22        | 3      |

### Plaatsingsronde

#### 5e t/m 8e plaats
| Datum        | Land      | Score   | Land              |
| ------------ | --------- | ------- | ----------------- |
| 27 september | China     | 97 - 95 | Zuid-Korea        |
| 27 september | Bulgarije | 81 - 78 | Tsjecho-Slowakije |

#### 7e en 8e plaats
| Datum        | Land       | Score   | Land              |
| ------------ | ---------- | ------- | ----------------- |
| 28 september | Zuid-Korea | 77 - 59 | Tsjecho-Slowakije |

#### 5e en 6e plaats
| Datum        | Land      | Score    | Land  |
| ------------ | --------- | -------- | ----- |
| 29 september | Bulgarije | 102 - 74 | China |

### Halve Finales
| Datum        | Land             | Score    | Land        |
| ------------ | ---------------- | -------- | ----------- |
| 27 september | Australië        | 56 - 57  | Joegoslavië |
| 27 september | Verenigde Staten | 102 - 88 | Sovjet-Unie |

### Bronzen Finale
| Datum        | Land      | Score   | Land        |
| ------------ | --------- | ------- | ----------- |
| 28 september | Australië | 53 - 68 | Sovjet-Unie |

### Finale
| Datum        | Land             | Score   | Land        |
| ------------ | ---------------- | ------- | ----------- |
| 29 september | Verenigde Staten | 77 - 70 | Joegoslavië |

### Eindrangschikking
| Goud | Zilver | Brons | 4 |
| Verenigde Staten Teresa Edwards Kamie Ethridge Cindy Brown Anne Donovan Teresa Weatherspoon Bridgette Gordon Vicky Bullett Andrea Lloyd Katrina McClain Jennifer Gillom Cynthia Cooper Suzie McConnell                           | Joegoslavië Stojna Vangelovska Mara Lakić Žana Lelas Eleonora Vild Kornelija Kvesić Danira Nakić Slađana Golić Polona Dornik Razija Mujanović Vesna Bajkuša Andjelija Arbutina Bojana Milošević | Sovjet-Unie Olga Jevkova Irina Gerlits Olesja Barel Irina Soemnikova Olga Boerjakina Olga Jakovleva Irina Minch Aleksandra Leonova Jelena Choedasjova Vitalija Tuomaitė Natalja Zasoelskaja Galina Savitskaja | Australië Robyn Maher Sandy Brondello Jenny Cheesman Michele Timms Donna Brown Patricia Mickan Julie Nykiel Debra Slimmon Marina Moffa Karen Dalton Shelley Gorman Maree White                     |
| 5 | 6 | 7 | 8 |
| Bulgarije Nina Chadzjijankova Larissa Spasova Mariana Najdenova Tsonka Vajsilova Vania Dermendzjijeva Sonia Dragomirova Radmila Vasileva Kostadinka Radkova Jevladia Stefanova Madlena Staneva Polina Tsekova Mariana Tsjobanova | China Han Qingling Ling Guang Li Xiaoqin Zhao Wei Zhang Taohua Zhan Shuping Peng Ping Zheng Haixia Cong Xuedi Xue Cuilan Liu Qing Xu Chunmei                                                    | Zuid-Korea Lee Keum-jin Kim Mal-lyun Choi Kyung-hee Lee Hyung-sook Park Chan-mi Woo Eun-kyung Chung Mi-kyung Kim Hwa-soon Kim Hye-youn Park Chan-sook Sung Jung-a Cho Mun-joo                                 | Tsjecho-Slowakije Svatava Kysilková Alena Kašová Eva Kalužáková Ivana Nováková Zuzana Hájková Anna Janoštinová Zora Brziaková Hana Zarevúcká Erika Dobrovičová Eva Křížová Irma Valová Eva Berková |

## Medaillespiegel
| Plaats | Land             | NOC    | Goud | Zilver | Brons | Totaal |
| ------ | ---------------- | ------ | ---- | ------ | ----- | ------ |
| 1      | Sovjet-Unie      | URS    | 1    | 0      | 1     | 2      |
| 1      | Verenigde Staten | USA    | 1    | 0      | 1     | 2      |
| 3      | Joegoslavië      | YUG    | 0    | 2      | 0     | 2      |
| Totaal | Totaal           | Totaal | 2    | 2      | 2     | 6      |

St. Louis 1904 · Berlijn 1936 · Londen 1948 · Helsinki 1952 · Melbourne 1956 · Rome 1960 · Tokio 1964 · Mexico-Stad 1968 · München 1972 · Montréal 1976 · Moskou 1980 · Los Angeles 1984 · Seoel 1988 · Barcelona 1992 · Atlanta 1996 · Sydney 2000 · Athene 2004 · Peking 2008 · Londen 2012 · Rio de Janeiro 2016 · Tokio 2020 · Parijs 2024 · Los Angeles 2028
Medaillewinnaars 
Atletiek · Badminton (demonstratie) · Basketbal · Boksen · Boogschieten · Gewichtheffen · Gymnastiek · Handbal · Hockey · Honkbal (demonstratie) · Judo · Kanovaren · Moderne vijfkamp · Paardensport · Roeien · Schermen · Schietsport · Schoonspringen · Synchroonzwemmen · Taekwondo (demonstratie) · Tafeltennis · Tennis · Voetbal · Volleybal · Waterpolo · Wielersport · Worstelen · Zeilen · Zwemmen